# هان چانگون
هان چانگون (به انگلیسی: Han changhoon) (این رومی‌سازی ترجیحی نویسنده در LTI کره،) یک نویسنده کره جنوبی است.

## زندگی
هان در سال ۱۹۶۳ در شهر بندری Yeosu متولد شد و از دانشگاه هانام با مدرک توسعه منطقه ای فارغ‌التحصیل شد. او اولین حضور ادبی خود را در سال ۱۹۹۲ با "Anchor" که در روزنامه روزانه Daejeon منتشر شد، انجام داد.

## دریا راز هستی
شخصیت‌های آثار هان خاطره مناظر دریای تنهایی را در دل خود گرامی می‌دارند: امواج آبی مایل به سیاه، ساحل متروک، بادگرفته، دستان چرمی ماهیگیران این تصاویر یادآور تصویر غم‌انگیز زندگی است. در داستانهای هان، دریا یک پس‌زمینه صرف نیست، بلکه تجلی زندگی است که بینشی از راز هستی ارائه می‌دهد.
هان علیرغم اینکه آثارش رنج اجتماعی و اقتصادی فقرا را مورد بررسی قرار می‌دهد از احساساتی بودن خودداری می‌کند و با فروتنی و حساسیت مشخص خود زیبایی و ظرافت‌های روان‌شناختی را در هر موقعیتی کشف می‌کند و به شخصیت‌هایش مقداری خوش‌بینی و ایمان نهایی به نیکی فطرت انسانی که قرین سختی‌های زندگی است مطرح می‌نماید.

## جوایز
- سومین جایزه ادبیات Hankyoreh، ۱۹۹۸ (برای رمان صدف‌ها)

## زبان کره ای
رمان‌ها
- صدف (홍합). سئول: انتشارات Hankyoreh، 1998.اُسی‌ال‌سی ۴۰۵۱۴۰۱۵.
- جزیره، من در پایان جهان زندگی می‌کنم (섬، 나는 세상 끝을 산다). سئول؛ ناشران چانگبی، 2003.اُسی‌ال‌سی ۵۱۸۴۲۵۵۳OCLC ۵۱۸۴۲۵۵۳.

مجموعه داستان‌های کوتاه
- دلیل زیبایی اوشن (바다가 아름다운 이유). سئول: سول، 1996.اُسی‌ال‌سی ۳۵۱۷۱۶۵۳OCLC ۳۵۱۷۱۶۵۳.
- نگاه کردن به یک پرنده در حال عبور (가던새본다). سئول: ناشران چانگبی، 1998.اُسی‌ال‌سی ۴۰۲۵۲۱۱۴OCLC ۴۰۲۵۲۱۱۴.
- شخصی که به انتهای زمین رفت (세상의 끝으로 간 사람). سئول: Munhak Tongne، 2001.اُسی‌ال‌سی ۵۰۳۱۶۲۷۲OCLC 50316272.[۶]